# Neptunov vodnjak, Ljubljana
Neptunov vodnjak se danes nahaja na stičišču Gosposke in Salendrove ulice, na dvorišču Inštitutov SAZU. Vpisan je v register kulturne dediščine Slovenije in ima status spomenika lokalnega pomena. Prvotno je vodnjak stal na Mestnem trgu, pred mestno hišo, vendar ga je leta 1751 zamenjal Robbov vodnjak Treh kranjskih rek. Na današnje mesto so ga postavili po načrtih arhitekta Milana Miheliča, leta 1991.  
Izmed Khumerstainerjevih ljubljanskih del je bilo vodno božanstvo najbolj poškodovano. Med leti je kip doživel več popravkov, ki so bili izvedeni z betonom. Zadnji večji popravek je kip doživel leta 1991, v delavnici Restavratorskega centra na Žalah v Ljubljani. Na današnji fontani je kopija Neptunovega kipa, izvirnik pa se nahaja v eni od palač SAZU. 

## Opis
Kip je bil izdelan iz kamna, skupaj s podstavkom meri v višino devetdeset centimetrov. Figura Neptuna je frontalno postavljena, nogi mu ovija vodna pošast. Neptun je videti zelo okoren. Ima daljše lase in brado, ki mu sega čez vrat. Osramje ima prekrito s širokim listom morske rastline. Prsti leve noge mu štrlijo čez rob podstavka. Statično formo telesa je kipar poskušal razbremeniti z zasukom glave v levo. Hrbtni del figure, ob Neptunovih nogah, krasi glava živali z velikim gobcem - najverjetneje gre za delfina.
Del Neptunovega vodnjaka je bil tudi steber s štirimi ribjimi pošastmi, verjetno delfini, ki je danes del Herkulovega vodnjaka. Poleg izbora motiva in proporcionalne analize je dejstvo, da so bili delfini del Neptunove fontane, izpričano tudi v arhivskih virih. V ljubljanski knjigi izdatkov lahko zasledimo podatek o zlatenju delfinov pred mestno hišo leta 1676.

## Zgodovinske okoliščine
Prvi arhivirani zapisi o vodnjaku pred magistratom segajo v 16. stoletje. Leta 1660 so zaradi priprav na cesarjev obisk kiparju Gašperju Tolmesingerju naročili, da izdela tri kipe. Eden od teh je bil tudi prvotni Neptunov kip, ki je bil lesen in pozlačen. Po Tolmesingerjevi smrti so za nov Neptunov kip zadolžili Janeza Khumersteinerja, ki ga je izklesal iz kamna in dokončal okoli leta 1675. Slednji je v Ljubljano prišel s Tirolske in pri nas deloval med letoma 1673 in 1687. V Ljubljani mu pripisujemo Neptunov in Herkulov vodnjak. Kasneje se je preselil v Zagreb, kjer je ustvaril večino svojega opusa.
Ni čudno, da so se odločili v Ljubljani postaviti Neptunov vodnjak. Vse od pozne renesanse naprej so bile fontane z vodnim božanstvom značilne za večja mesta, kot so Rim, Firence, Bologna in številna druga. Podobni vplivi so v naše kraje prihajali tudi s severa. Neptunovi vodnjaki so bili po navadi postavljeni na najbolj pomembne mestne trge. Podobnosti lahko najdemo tudi na Slovenskem, v istem času je nastal Neptunov vodnjak v Polhovem Gradcu. Postavitev vodnjaka lahko povežemo tudi z mitom o Argonavtih, ki je tesno povezan z nastankom Ljubljane. Domači izobraženci so skušali zgodovino mesta utemeljiti z legendami, pri čemer so iskali vzore v Rimu. Emono so simbolno povezali s potovanjem ladje Argo. Janez Anton Dolničar je zapisal, da naj bi ob Neptunovem vodnjaku stal latinski napis: “Neptunu, krotilcu morij, ker je po ustanovitvi Emone sprejel Jazona. Postavili so po občinskem sklepu ljubljanski stavbni odborniki.”